# Zygolophodon proavus
Espèce
Zygolophodon proavus est une espèce fossile de proboscidiens de la famille des Mammutidae.

## Description
Il vivait en Amérique du Nord pendant le Miocène et le Pliocène. On a retrouvé des restes de Z. proavus dans des gisements de la Saskatchewan, au Canada, et du Comté de Humboldt, au Nevada (États-Unis), datant du Miocène.

### Publication originale
- (en) Cope, 1873, « Synopsis of new Vertebrata from the Tertiary of Colorado obtained during the summer of 1873 by Professor E. D. Cope », U.S. Government Printing Office, Washington, D.C., p. 1–19.